# 結果無価値
結果無価値（けっかむかち、独：Erfolgsunwert）とは、刑法学の用語で、狭義の行為（Handlung）によってではなく、行為の結果によって規定される無価値をいう。
なお，unwertは本来「単に価値がない状態」ではなく「マイナスの価値を持つ状態」とでも訳すべきものであるから、「無価値」ではなく、「反価値」という用語の方が適切であるとする見解がある。
これに対して、結果によってではなく狭義の行為によって規定される無価値を行為無価値または行為反価値という。

## 解説
「結果無価値」という概念は、もともとはドイツの刑法学者ハンス・ヴェルツェル（de:Hans Welzel）が第二次世界大戦前に目的的行為論・人的不法論を提唱するにあたり、違法性の実質を法益侵害又は危殆化であるととらえる自由主義的な旧派刑法理論を批判するために立てられたものである。
ヴェルツェルの人的不法論によれば、刑法の任務は社会倫理の心情（行為）価値の保護にあるとされ、行為無価値は不法の本質をなすものであるのに対し、結果無価値は人的に違法な行為の内部でのみ意義を有する非本質的な部分的要素にすぎないものであると批判され、たとえ結果無価値が欠けても行為無価値が残る場合には処罰が可能であるとされた。
したがって、「結果無価値」とは、人的不法論を採用する論者からみて、故意を責任要素であるとする従来の見解一般を示す、「行為無価値」の対立概念にすぎず、過度に自由主義的な見解であるという批判的な意味を有していたから、もともと自らの見解をわざわざ結果無価値「論」と称する者がいたわけでもなければ、結果無価値という概念に一定の論理的な共通項があるわけでもなかった。
日本では、戦後まもなく、平野龍一、平場安治、福田平らによって、ヴェルツェルの刑法理論が紹介されたが、平野は、瀧川幸辰、佐伯千仭の法益侵害説の影響の下、自説を改めて「結果無価値論」を採用することを明確にし、団藤重光らの「行為無価値論」を刑法の任務を道徳の保護にあるとするもので、過度に刑法を心情化し妥当でないと批判して、戦後の自由主義的な風潮の下支持を広げた。
もっとも、現在では、「結果無価値論」・「行為無価値論」という名称は、誤解を招くもので、この名称による学説の画一的類型化は妥当ではないとされている。
まず、「結果無価値論」に立つ場合でも、およそ旧派刑法理論に立つ限り犯罪は違法な「行為」なので、法益侵害の結果発生の危険性を有する行為の方法及び態様は、現実的に結果が発生していなくても考慮することができるとされ、その限りで、「結果無価値論」という言葉は結果の現実的な発生のみを問題にする見解であるかのように誤解を招くとされている。
また、「結果無価値論」内部で、違法性の実質について法益侵害の結果ないし結果発生の危険に求める点については広く合意が認められるものの、未遂犯における故意については主観的違法要素であるとする論者もいるだけではなく、その他にも、主観違法要素を一切否定するのか、認める場合にもどの範囲で認めるのか等多くの問題について必ずしも見解が一致しているわけではない。
逆に、「行為無価値論」内部でも、日本では、ドイツとは異なり、行為無価値と結果無価値の双方を考慮するという二元的行為無価値論ないし折衷的行為無価値論がほとんどで、その限りで、我が国の「行為無価値論」は「結果無価値論」にかなりの程度まで接近する傾向を示しており、「結果無価値」という概念は、もともとヴェルツェルが用いていた「行為無価値」の対立概念としての意義を失っている。
現在では、従来「結果無価値論」と「行為無価値論」の対立とされた点は、①違法性を規範的なものととらえるか物的なものととらえるか、②違法評価を道徳的・倫理的判断からどれだけ切り離すのか、③違法性の判断基準を主観的なものとするか客観的なものとするか、④違法性の判断対象を主観的なものとするか客観的なものとするか、⑤違法性を判断する時点を行為時するか事後にするか、の対立の全部又は一部で、論者によって「結果無価値」・「行為無価値」という概念が様々な意味で用いられたことが複雑な違法性論の学説状況を生み出したとされている。
以上のような事情を反映して、「行為無価値論」の立場から「結果無価値論」を吸収合併しようとする試みもなされているが、なお両論には、刑法の任務・機能についての根本的な考え方の違いがあるだけでなく、その対立は、正当防衛における防衛の意思の要否、対物防衛の可能性、被害者の同意が違法性阻却を認める範囲等の多くの個別の論点に及ぶことから、両論を完全に総合することは容易になし得ないとされている。

## 文献情報
- 松宮孝明「今日の日本刑法学とその課題」（立命館法学 2005年6号）※「行為無価値」「結果無価値」に関する簡明な解説あり。